# Sotterhausen
Sotterhausen là một đô thị ở huyện Mansfeld-Südharz, bang Saxony-Anhalt, nước Đức. Đô thị Sotterhausen có diện tích km².
Đô thị này có diện tích 5,75 km2, dân số cuối năm 2006 là 250 người.